# Seznam polkov po zaporednih številkah (250. - 299.)
Seznam polkov po zaporednih številkah - polki od 250. do 299.

## 250. polk
Pehotni
- 250. strelski polk (ZSSR)
- 250. pehotni polk (Italija)
- 250. pehotni polk (Wehrmacht)

Artilerijski
- 250. protiletalski artilerijski polk (ZSSR)
- 250. artilerijski polk (Wehrmacht)

## 251. polk
Pehotni
- 251. strelski polk (ZSSR)
- 251. pehotni polk (Italija)
- 251. pehotni polk (Wehrmacht)
- 251. grenadirski polk (Wehrmacht)

Artilerijski
- 251. obalni artilerijski polk (ZDA)
- 251. protiletalski artilerijski polk (ZSSR)
- 251. artilerijski polk (Wehrmacht)

## 252. polk
Pehotni
- 252. strelski polk (ZSSR)
- 252. pehotni polk (Italija)
- 252. pehotni polk (Wehrmacht)
- 252. grenadirski polk (Wehrmacht)

Artilerijski
- 252. protiletalski artilerijski polk (ZSSR)
- 252. artilerijski polk (Wehrmacht)
- 252. rezervni artilerijski polk (Wehrmacht)

## 253. polk
Pehotni
- 253. strelski polk (ZSSR)
- 253. pehotni polk (Italija)
- 253. pehotni polk (Wehrmacht)
- 253. grenadirski polk (Wehrmacht)

Artilerijski
- 253. havbični artilerijski polk (ZSSR)
- 253. artilerijski polk (Wehrmacht)

## 254. polk
Pehotni
- 254. strelski polk (ZSSR)
- 254. pehotni polk (Italija)
- 254. pehotni polk (Wehrmacht)
- 254. grenadirski polk (Wehrmacht)

Artilerijski
- 254. protiletalski artilerijski polk (ZSSR)
- 254. artilerijski polk (Wehrmacht)

Zračnoobrambni
- 254. zračnoobrambni artilerijski polk (ZDA)

## 255. polk
Pehotni
- 255. strelski polk (ZSSR)
- 255. pehotni polk (Italija)
- 255. pehotni polk (Wehrmacht)
- 255. grenadirski polk (Wehrmacht)

Artilerijski
- 255. havbični artilerijski polk (ZSSR)
- 255. artilerijski polk (Wehrmacht)

## 256. polk
Pehotni
- 256. strelski polk (ZSSR)
- 256. pehotni polk (Italija)
- 256. pehotni polk (Wehrmacht)
- 256. grenadirski polk (Wehrmacht)

Artilerijski
- 256. lahki artilerijski polk (ZSSR)
- 256. artilerijski polk (Wehrmacht)

## 257. polk
Pehotni
- 257. strelski polk (ZSSR)
- 257. pehotni polk (Italija)
- 257. pehotni polk (Wehrmacht)
- 257. grenadirski polk (Wehrmacht)

Artilerijski
- 257. havbični artilerijski polk (ZSSR)
- 257. artilerijski polk (Wehrmacht)

## 258. polk
Pehotni
- 258. strelski polk (ZSSR)
- 258. pehotni polk (Italija)
- 258. pehotni polk (Wehrmacht)
- 258. grenadirski polk (Wehrmacht)

Artilerijski
- 258. poljskoartilerijski polk (ZDA)
- 258. havbični artilerijski polk (ZSSR)
- 258. artilerijski polk (Wehrmacht)

## 259. polk
Pehotni
- 259. pehotni polk (Italija)
- 259. strelski polk (ZSSR)

Artilerijski
- 259. havbični artilerijski polk (ZSSR)

## 260. polk
Pehotni
- 260. strelski polk (ZSSR)
- 260. pehotni polk (Italija)
- 260. pehotni polk (Wehrmacht)
- 260. grenadirski polk (Wehrmacht)

Artilerijski
- 260. obalni artilerijski polk (ZDA)
- 260. havbični artilerijski polk (ZSSR)
- 260. artilerijski polk (Wehrmacht)

## 261. polk
Pehotni
- 261. strelski polk (ZSSR)
- 261. pehotni polk (Italija)
- 261. pehotni polk (Wehrmacht)
- 261. grenadirski polk (Wehrmacht)

Artilerijski
- 261. lahki artilerijski polk (ZSSR)

## 262. polk
Pehotni
- 262. strelski polk (ZSSR)
- 262. pehotni polk (Italija)
- 262. pehotni polk (Wehrmacht)

Artilerijski
- 262. polk korpusne artilerije (ZSSR)
- 262. artilerijski polk (Wehrmacht)
- 262. artilerijski nadomestni polk (Wehrmacht)

## 263. polk
Pehotni
- 263. strelski polk (ZSSR)
- 263. pehotni polk (Italija)
- 263. pehotni polk (Wehrmacht)

Artilerijski
- 263. havbični artilerijski polk (ZSSR)
- 263. artilerijski polk (Wehrmacht)

## 264. polk
Pehotni
- 264. pehotni polk (Italija)
- 264. strelski polk (ZSSR)

Artilerijski
- 264. polk korpusne artilerije (ZSSR)
- 264. artilerijski polk (Wehrmacht)

## 265. polk
Pehotni
- 265. pehotni polk (Italija)
- 265. strelski polk (ZSSR)

Artilerijski
- 265. polk korpusne artilerije (ZSSR)
- 265. artilerijski polk (Wehrmacht)

## 266. polk
Pehotni
- 266. strelski polk (ZSSR)
- 266. pehotni polk (Italija)
- 266. pehotni polk (Wehrmacht)
- 266. grenadirski polk (Wehrmacht)

Artilerijski
- 266. polk korpusne artilerije (ZSSR)
- 266. artilerijski polk (Wehrmacht)

## 267. polk
Pehotni
- 267. strelski polk (ZSSR)
- 267. pehotni polk (Italija)
- 267. pehotni polk (Wehrmacht)
- 267. grenadirski polk (Wehrmacht)

Artilerijski
- 267. artilerijski polk (ZSSR)
- 267. artilerijski polk (Wehrmacht)

## 268. polk
Pehotni
- 268. strelski polk (ZSSR)
- 268. pehotni polk (Italija)
- 268. pehotni polk (Wehrmacht)
- 268. grenadirski polk (Wehrmacht)

Artilerijski
- 268. polk korpusne artilerije (ZSSR)
- 268. artilerijski polk (Wehrmacht)

## 269. polk
Pehotni
- 269. strelski polk (ZSSR)
- 269. pehotni polk (Italija)
- 269. pehotni polk (Wehrmacht)
- 269. grenadirski polk (Wehrmacht)

Artilerijski
- 269. polk korpusne artilerije (ZSSR)
- 269. artilerijski polk (Wehrmacht)

## 270. polk
Pehotni
- 270. strelski polk (ZSSR)
- 270. pehotni polk (Italija)
- 270. pehotni polk (Wehrmacht)
- 270. grenadirski polk (Wehrmacht)

Artilerijski
- 270. polk korpusne artilerije (ZSSR)
- 270. artilerijski polk (Wehrmacht)

## 271. polk
Pehotni
- 271. strelski polk (ZSSR)
- 271. pehotni polk (Italija)
- 271. pehotni polk (Wehrmacht)

Artilerijski
- 271. havbični artilerijski polk (ZSSR)
- 271. artilerijski polk (Wehrmacht)

## 272. polk
Pehotni
- 272. strelski polk (ZSSR)
- 272. pehotni polk (Italija)
- 272. pehotni polk (Wehrmacht)
- 272. grenadirski polk (Wehrmacht)

Artilerijski
- 272. polk korpusne artilerije (ZSSR)
- 272. artilerijski polk (Wehrmacht)

## 273. polk
Pehotni
- 273. pehotni polk (Italija)
- 273. strelski polk (ZSSR)
- 273. grenadirski polk (Wehrmacht)

Artilerijski
- 273. polk korpusne artilerije (ZSSR)

## 274. polk
Pehotni
- 274. pehotni polk (Italija)
- 274. pehotni polk (ZDA)
- 274. strelski polk (ZSSR)
- 274. pehotni polk (Wehrmacht)
- 274. grenadirski polk (Wehrmacht)

Artilerijski
- 274. polk korpusne artilerije (ZSSR)
- 274. artilerijski polk (Wehrmacht)

## 275. polk
Pehotni
- 275. pehotni polk (Italija)
- 275. strelski polk (ZSSR)

Artilerijski
- 275. polk korpusne artilerije (ZSSR)
- 275. artilerijski polk (Wehrmacht)

## 276. polk
Pehotni
- 276. strelski polk (ZSSR)
- 276. pehotni polk (Italija)
- 276. pehotni polk (Wehrmacht)
- 276. grenadirski polk (Wehrmacht)

Artilerijski
- 276. havbični artilerijski polk (ZSSR)
- 276. artilerijski polk (Wehrmacht)

## 277. polk
Pehotni
- 277. strelski polk (ZSSR)
- 277. pehotni polk (Italija)
- 277. pehotni polk (Wehrmacht)
- 277. grenadirski polk (Wehrmacht)

Artilerijski
- 277. lahki artilerijski polk (ZSSR)
- 277. artilerijski polk (Wehrmacht)

## 278. polk
Pehotni
- 278. strelski polk (ZSSR)
- 278. pehotni polk (Italija)
- 278. pehotni polk (ZDA)
- 278. polkovna bojna skupina (ZDA)
- 278. pehotni polk (Wehrmacht)
- 278. grenadirski polk (Wehrmacht)

Konjeniški
- 278. konjeniški polk (ZDA)

Oklepni
- 278. oklepni konjeniški polk (ZDA)

Artilerijski
- 278. lahki artilerijski polk (ZSSR)
- 278. artilerijski polk (Wehrmacht)

## 279. polk
Pehotni
- 279. strelski polk (ZSSR)
- 279. pehotni polk (Italija)
- 279. pehotni polk (Wehrmacht)
- 279. grenadirski polk (Wehrmacht)

Artilerijski
- 279. lahki artilerijski polk (ZSSR)

## 280. polk
Pehotni
- 280. strelski polk (ZSSR)
- 280. pehotni polk (Italija)
- 280. pehotni polk (Wehrmacht)
- 280. grenadirski polk (Wehrmacht)

Artilerijski
- 280. lahki artilerijski polk (ZSSR)

## 281. polk
Pehotni
- 281. pehotni polk (Italija)
- 281. strelski polk (ZSSR)
- 281. grenadirski polk (Wehrmacht)

Artilerijski
- 281. supertežki havbični artilerijski polk (ZSSR)
- 281. artilerijski polk (Wehrmacht)

## 282. polk
Pehotni
- 282. strelski polk (ZSSR)
- 282. pehotni polk (Italija)
- 282. pehotni polk (Wehrmacht)
- 282. grenadirski polk (Wehrmacht)

Artilerijski
- 282. polk korpusne artilerije (ZSSR)
- 282. artilerijski polk (Wehrmacht)

## 283. polk
Pehotni
- 283. strelski polk (ZSSR)
- 283. pehotni polk (Wehrmacht)
- 283. grenadirski polk (Wehrmacht)

Artilerijski
- 283. polk korpusne artilerije (ZSSR)

## 284. polk
Pehotni
- 284. strelski polk (ZSSR)
- 284. pehotni polk (Wehrmacht)
- 284. grenadirski polk (Wehrmacht)

Artilerijski
- 284. lahki artilerijski polk (ZSSR)

## 285. polk
Pehotni
- 285. strelski polk (ZSSR)
- 285. grenadirski polk (Wehrmacht)

Artilerijski
- 285. lahki artilerijski polk (ZSSR)

Aviacijski
- 285. aviacijski polk (ZDA)

## 286. polk
Pehotni
- 286. strelski polk (ZSSR)
- 286. grenadirski polk (Wehrmacht)

Artilerijski
- 286. lahki artilerijski polk (ZSSR)
- 286. artilerijski polk (Wehrmacht)

## 287. polk
Pehotni
- 287. strelski polk (ZSSR)
- 287. pehotni polk (Wehrmacht)
- 287. grenadirski polk (Wehrmacht)

Artilerijski
- 287. lahki artilerijski polk (ZSSR)

## 288. polk
Pehotni
- 288. strelski polk (ZSSR)

Artilerijski
- 288. protiletalski artilerijski polk (ZSSR)
- 288. artilerijski polk (Wehrmacht)

## 289. polk
Pehotni
- 289. pehotni polk (ZDA)
- 289. strelski polk (ZSSR)
- 289. pehotni polk (Wehrmacht)
- 289. grenadirski polk (Wehrmacht)

Artilerijski
- 289. artilerijski polk (ZSSR)

## 290. polk
Pehotni
- 290. strelski polk (ZSSR)
- 290. pehotni polk (Wehrmacht)
- 290. grenadirski polk (Wehrmacht)

Artilerijski
- 290. lahki artilerijski polk (ZSSR)
- 290. artilerijski polk (Wehrmacht)

## 291. polk
Pehotni
- 291. pehotni polk (Italija)
- 291. strelski polk (ZSSR)

Artilerijski
- 291. lahki artilerijski polk (ZSSR)
- 291. artilerijski polk (Wehrmacht)

## 292. polk
Pehotni
- 292. pehotni polk (Italija)
- 292. strelski polk (ZSSR)

Artilerijski
- 292. lahki artilerijski polk (ZSSR)
- 292. artilerijski polk (Wehrmacht)

## 293. polk
Pehotni
- 293. strelski polk (ZSSR)
- 293. grenadirski polk (Wehrmacht)

Artilerijski
- 293. topniški artilerijski polk (ZSSR)
- 293. artilerijski polk (Wehrmacht)

## 294. polk
Pehotni
- 294. strelski polk (ZSSR)
- 294. grenadirski polk (Wehrmacht)

Artilerijski
- 294. lahki artilerijski polk (ZSSR)
- 294. artilerijski polk (Wehrmacht)

## 295. polk
Pehotni
- 295. strelski polk (ZSSR)
- 295. polkovna bojna skupina (ZDA)
- 295. grenadirski polk (Wehrmacht)

Artilerijski
- 295. lahki artilerijski polk (ZSSR)
- 295. artilerijski polk (Wehrmacht)

## 296. polk
Pehotni
- 296. strelski polk (ZSSR)
- 296. polkovna bojna skupina (ZDA)
- 296. gorski polk (Wehrmacht)

Artilerijski
- 296. lahki artilerijski polk (ZSSR)
- 296. artilerijski polk (Wehrmacht)

## 297. polk
Pehotni
- 297. strelski polk (ZSSR)
- 297. gorski polk (Wehrmacht)

Artilerijski
- 297. lahki artilerijski polk (ZSSR)
- 297. artilerijski polk (Wehrmacht)

## 298. polk
Pehotni
- 298. strelski polk (ZSSR)
- 298. pehotni polk (ZDA)
- 298. polkovna bojna skupina (ZDA)

Artilerijski
- 298. poljskoartilerijski polk (ZDA)
- 298. lahki artilerijski polk (ZSSR)
- 298. artilerijski polk (Wehrmacht)

## 299. polk
Pehotni
- 299. strelski polk (ZSSR)
- 299. pehotni polk (ZDA)
- 299. polkovna bojna skupina (ZDA)

Konjeniški
- 299. konjeniški polk (ZDA)

Artilerijski
- 299. lahki artilerijski polk (ZSSR)
- 299. artilerijski polk (Wehrmacht)